# クララ・ローズ
クララ・ローズ（Clara Rose、2013年1月20日 - ）は、日本で活動する女性モデル、タレント、女優。旧芸名は、クララ・R。
アメリカ・カリフォルニア州出身。フリー・ウエイブ所属。Foorin team Eの元メンバー。姉はモデルのアイラ・ローズ。

## 来歴
2歳上の姉・アイラがモデルとして活動を始めたのをきっかけに、2歳でキッズモデルとしてデビュー。幼児の頃よりTVCM、Web広告、雑誌などでモデルとして活躍する。
2019年には「＜NHK＞2020応援ソングプロジェクト」の曲、米津玄師プロデュース「パプリカ」の英語版「Paprika Foorin team E version」を歌うため結成された「Foorin team E」のメンバーにオーディションにて選出された。同年末の『第70回NHK紅白歌合戦』に出場が発表され、6歳のクララは2011年の『第62回NHK紅白歌合戦』に7歳で初出場した芦田愛菜の最年少記録を更新した。

## 人物
アメリカ人と日本人のハーフで、日本語と英語のバイリンガル。
将来の夢は歌って踊れるアーティスト、お医者さん、ファッションデザイナー。
ピアノ、バレエ、日本舞踊、ダンス（HipHop、Jazz、Jazz HipHop、Tap）を習っている。
特技は、英語、ダンス、歌。
憧れの人は安室奈美恵。
好きな食べ物は、ブルーベリー、いちご。

## 出演

### CM
- バンダイ　レミン&ソラン　2019
- 西松屋　ウラぽかトレーナー　2018
- バンダイ レミン＆ソラン 2018
- キューピー ドレッシング サラダガールズ 2018

### Web
- ユニクロ ふんわりルームウェア
- アフタヌーンティー クリスマスムービー 2017
- ブラデリスNY 2017

### ファッション
- ライトオン 2018
- EDWIN 2019
- ナルミヤ　プティマイン　2018、2019
- オンワード　any FAM 2019
- ワールド　THE SHOP TK　2019
- ブランシェス　2019
- アダストリア　グローバルワーク　2018、2019
- KP　2018、2019
- devirock 2019
- ユナイテッドアローズ　green label relaxing 2019
- シスタージェニー Baby
- ユニクロ
- 日生協
- ベルメゾン
- アシックス
- ナルミヤ グレードスコープ
- ミキハウス
- BeBe
- マザウェイズ

### 雑誌
- 赤すぐ
- Sesame
- リンネル特別編集　Le Coton